# Chabertia elegans
Espèce
Chabertia elegans est une espèce de plantes à fleurs de la famille des Rosaceae.